# Тшебичка
Тшебичка (пол. Trzebyczka) — річка в Польщі, у Заверцянському й Бендзинському повітах Сілезького воєводства. Ліва притока Чорної Пшемши, (басейн Балтійського моря).

## Опис
Довжина річки 15,1 км, найкоротша відстань між витоком і гирлом — 10,57 км, коефіцієнт звивистості річки — 1,43; площа басейну водозбору 50,87 км². Формується багатьма безіменними струмками та загатами.

## Розташування
Бере початок у селі Тшебичка ґміни Лази. Спочатку тече переважно на південний захід, потім на північний захід і у селі Войковиці-Косьцельне впадає у Чорну Пшемшу, ліву притоку Пшемши.
Населені пункти вздовж берегової смуги: Домброва-Гурнича, Антоніув, Подбагенко.

## Цікаві факти
- Річка протікає через Парк Міленіум.
- Біля парку річку перетинає багатоколійна залізниця. На лівому березі річки за 874 м розташована залізнична станція Домброва-Гурнича.